# 龙月站 (南浦市)
龍月站（韓語：룡월역）是朝鮮民主主義人民共和國南浦特别市温泉郡龍月里的一個鐵路車站，属于龍岡線。

## 邻近车站
龍岡線
後山站 - 龍月站 - 麻永站